# Cantó de Rius
El cantó de Rius és un cantó francès del departament de l'Alta Garona, a la regió d'Occitània. Està enquadrat al districte de Muret, té 10 municipis i el cap cantonal n'és Rius.

## Municipis
- Rius
- Vaths
- Gençac de Garona
- Gotavernissa
- La Caunha
- Latrape
- L'Avereit de Comenges
- Malholàs
- Salas de Garona
- Sent Julian de Garona